# Źródło Dulany
Źródło Dulany – źródło w południowo-zachodniej części Nielepic w powiecie krakowskim. Znajduje się w Pierunkowym Dole jednej z zachodnich odnóg Doliny Nielepickiej na terenie Tenczyńskiego Parku Krajobrazowego na Garbie Teńczyńskim.
Wypływający ze źródła potok po około 300 m łączy się prawobrzeżnie z potokiem wypływającym z przysiółku Doły i płynie południkowo Doliną Nielepicką, a w przysiółku Rudawy Werbownii (koło młyna) przepływa pod drogą krajową 79 i dalej po ok. 250 m wpływa prawobrzeżnie do rzeki Rudawy (w pobliżu połączenia rzek Krzeszówki i Rudawki).